# Cyerce cristallina
Cyerce cristallina is een slakkensoort uit de familie van de Hermaeidae. De wetenschappelijke naam van de soort is voor het eerst geldig gepubliceerd in 1881 door Trinchese.